# Гермес (космічний корабель)
Гермес — проєкт багаторазового космічного корабля, що розроблявся Європейським космічним агентством. Офіційно розробка почалася в листопаді 1987 року, хоча проєкт був схвалений французьким урядом ще 1978 року. Проєктом передбачалося, що перший корабель буде запущений в 1995 році, однак зміна політичної ситуації і труднощі з фінансуванням привели до закриття проєкту в 1993-му.
Жодного корабля так побудовано і не було.

## Історія програми
Західна Європа проводила дослідження в галузі створення багаторазових ТКС починаючи ще з першої половини 1960-х років. Однак «з області фантазій у площину практики» перейшли лише з появою працездатних європейських РН. «Аріан-1» успішно стартувала 24 грудня 1979 року, але ще за три роки до цього французький Національний центр космічних досліджень (CNES) взявся за вивчення можливості запусків пілотованих апаратів за допомогою ракет-носіїв цього сімейства. Ставилося завдання доставки на орбіту і безпечного повернення на Землю пілотів і корисного навантаження. Після аналізу різних схем ТКС перевага була віддана багаторазовому пілотованому малорозмірному орбітальному літаку (мініОЛ) з вертикальним запуском одноразовою ракетою і з горизонтальною посадкою за типом гіперзвукового крилатого планера.
У принципі для спуску з орбіти КН і засобів забезпечення їх функціонування (зокрема, двигуна, радіоелектронного обладнання та інших систем) можна було б використовувати балістичний апарат типу «Восток» або «Меркурій», напів-балістичний (для «ковзного» спуску з малою, порядку C = 0,1—0,6, аеродинамічною якістю) як у «Союза» чи «Аполлона», або крилатий (для плануючого спуску із середньою й високою, порядку 0,6 < C < 3,0, аеродинамічною якістю) — як DynaSoar, «Спіраль», «Спейс Шаттл» або «Буран»). Однак унаслідок обмеженості можливих місць приземлення і їх віддаленості від точки старту перші два класи спускних апаратів незабаром відпали (хоча фірма British Aerospace тривалий час вивчала, а потім наполегливо просувала напів-балістичні капсули керованого спуску).
Європейці вважали, що застосування гіперзвукових крилатих планерів даэ багаторазовому ТКЛ змогу досягати більшої експлуатаційної гнучкості: апарати подібної схеми при спуску в атмосфері забезпечують маневрування в бічній площині і досягнення заданого місця посадки не менше одного разу на добу, що спрощує операції з порятунку апарата, а також мають досить комфортні умови для роботи екіпажу та експлуатації КН (малі перевантаження при спуску) й оптимальний критерій вартість-ефективність.
У 1976 році Національний центр космічних досліджень Франції (CNES) розробив свій перший проєкт створення пілотованої транспортної системи, і цей проєкт отримав назву «Гермес». Незабаром після цього CNES уклав свій перший контракт на дослідження з промисловістю. Промислова розробка здійснювалася паралельно фірмами Dassault Aviation і Aérospatiale.
На міністерській конференції ЄКА в Римі в 1985 році Франція поінформувала своїх партнерів про свій намір розпочати здійснення цього проєкту, два роки по тому міністри зібралися в Гаазі й погодилися «європеїзувати» проєкт «Гермес», перетворивши його на проєкт ЄКА.
Процес вибору вигляду ПКЛ протікав довго й важко, кілька разів проєкт докорінно переглядався. Однак і остання версія ПКЛ «Hermes», прийнята для остаточної реалізації після боротьби зі зростаючими ваговими витратами, не була оптимальною. Конструкторам так і не вдалося скомпонувати повністю багаторазовий космічний корабель: через жорсткі вагові обмеження обраної схеми низку систем, що використовуються в орбітальному польоті, довелося винести в одноразовий ресурсний модуль, що скидається перед спуском з орбіти і грає роль своєрідного службово-агрегатного відсіку. Цей же ресурсний модуль мав застосовуватися як шлюзова камера при виходах членів екіпажу у відкритий космос. Таким чином, назвати ОК «Hermes» багаторазовим, як ОК «Спейс Шаттл» або «Буран», не можна.
Основним засобом виведення ПКЛ «Hermes» планувалася важка РН «Аріан-5», що запускається з космодрому Куру у Французькій Гвіані.

## Мета програми
Метою програми було протистояння американським і радянським пілотованим ТКС і їх космічній інфраструктурі шляхом забезпечення абсолютної незалежності Європи в космосі до кінця XX століття. Генеральний директор CNES Фредерік д'Аллест (Frederic d'Allest) заявив:
Вільний вихід в космос за допомогою пілотованих систем — головна довгострокова стратегічна мета.
На гаазькому саміті асигнування на РН «Аріан-5» були виділені беззастережно, а програми Hermes і Columbus передбачалося фінансувати поетапно. Деякі країни — члени ЄКА не висловили свого остаточного рішення щодо приєднання до програми Hermes. Англія взагалі не брала участь у жодній із трьох основних програм, і найактивніше фінансування проєктів вели Франція, ФРН та Італія, які взяли на себе відповідно 45 %, 22 % і 15 % загальних витрат за програмою «Аріан-5»; 45 %, 30 % і 12-15 % — у створенні Hermes і 13,8 %, 38 % і 25 % — за проєктом Columbus. Попри розходження думок у політичних колах щодо необхідності створення мініОЛ Hermes, до того моменту по програмі фактично вже працювало близько 100 фірм.
Загальна вартість створення єдиної європейських ТКС (за даними середини 1991 р.) становила близько 55-60 млрд франків і розподілялася таким чином: Columbus — 18 млрд, «Аріан-5» — 18 млрд, супутник-ретранслятор DRS — 4.5 млрд, Hermes — 14—15 млрд франків.
У лютому 1988 р. німецька фірма MBB у власній аеродинамічній трубі (АДТ) продула алюмінієву модель «Гермеса» в масштабі 1/15 для вивчення характеру обтікання аеродинамічних поверхонь апарата.

### Розподіл робіт та фінансування
Для роботи над «Гермесом» були залучені понад 170 компаній із 12 країн. Відсоткова частка внеску в проєкт країн-учасниць розподілялася так:
- Франція — 43,5 %
- Німеччина — 27,0 %
- Італія — 12,1 %
- Бельгія — 5,8 %
- Іспанія — 4,5 %
- Нідерланди — 2,2 %
- Швейцарія — 2,0 %
- Швеція — 1,3 %
- Австрія — 0,5 %
- Канада — 0,45 %
- Данія — 0,45 %
- Норвегія — 0,2 %.

З суми 600 млн дол. (1987—1991) частину асигнувань, рівну 365 млн дол., було виплачено ЄКА у вигляді контрактів основним підрядникам — компаніям Aerospatiale і Dassault Breget.
Перша відповідала за виготовлення планера, обладнання для роботи в космосі і бортове програмне забезпечення, друга — за теплозахист і систему керування польотом. Іншими основними підрядниками були фірми Matra (функціональна електроніка), LMT (телеметрія і зв'язок), МВВ (рухова установка), Dornier (паливні елементи, системи життєзабезпечення і кондиціонування) і ЕТСА (система розподілу електроенергії). Безпосередньо на розробку основних систем, зокрема теплозахисту, на той період пішло 210 млн дол.

## Аеродинамічна схема
Багаторазовий космічний корабель «Hermes» є повітряно-космічним літаком (ПКЛ) з низькорозташованим крилом великої стрілоподібності, виконаний за аеродинамічною схемою «бесхвостка». Як і в інших існуючих ПКЛ, крило має тупу лобову кромку з великим радіусом заокруглення і оснащено односекційними елеронами. Закінцівки крила плавно переходять в кінцеві шайби, які є по суті рознесеним двокілевим оперінням, оснащеним рулями напрямку. У задній частині фюзеляжу встановлений вже традиційний для ПКЛ балансувальний щиток.

## Конструкція
У носовому блоці ПКЛ розташовані паливні електрогенератори (основне джерело електроенергії «Гермеса»), навігаційне обладнання та двигуни керування. Герметизований простір включає кабіну з кріслами катапультування, побутовий відсік, вантажний відсік і перехідну галерею. Негерметизована задня частина ПКЛ передбачена для складування ресурсів та обладнання для управління спуском. Ресурсний модуль з його негерметизованим носовим і хвостовим відсіками призначений для зберігання паливних баків для рухової установки, запасів повітря і електрики, в той час як герметизований відсік використовується для великих корисних вантажів, скафандрів і різних пристосувань.
До недоліків ПКЛ «Hermes» можна віднести відсутність негерметичного (або розгерметизованого) відсіку корисного вантажу, що серйозно знижує можливості використання ПКЛ для транспортних операцій. Габарити корисного вантажу, що доставляється на орбіту, обмежені розмірами (просвітом) люка стикувального вузла: ПКЛ практично не пристосований для виведення вантажів у відкритий космос. За своїми характеристиками і призначенню ПКЛ «Hermes» є по суті складнішим крилатим аналогом радянського багаторазового космічного корабля «Зоря».
Після катастрофи БТКК «Challenger» проєкт зазнав докорінної переробки — кількість членів екіпажу було скорочено до трьох, кожне робоче місце передбачало оснащення катапультувальним кріслом, розробленим на основі катапультувальних крісел К-36 ОК «Буран». Завдяки широкому співробітництву між СРСР та Францією у космічній галузі, французи (головні розробники «Hermes» — фірми «Dassault Aviation» і «Aérospatiale») широко застосовували радянський науково-технічний доробок у своєму проєкті. Зокрема, загін французьких спасьонавтов пройшов повний курс навчання за методиками польотів на ПКЛ, в системі теплозахисту ПКЛ «Hermes» передбачалося використовувати покриття, аналогічні ОК «Буран», радянською стороною пропонувалася робоча безпаперова технологія нанесення теплозахисного покриття, французами використовувалися вітчизняні методики гіперзвукових аеродинамічних розрахунків, на більшості стадій опрацювання проєкту проводилися консультації з радянськими фахівцями.
У першій половині 90-х років реалізація проєкту ПКЛ «Hermes» призвела до практичного «розбалансування» проєкту: з одного боку, конструкторам ПКЛ «Hermes» не вдалося вкластися у жорсткі вагові ліміти, з іншого — у процесі проєктування РН «Аріан-5», зважаючи на технічні проблеми, розрахункова маса виведеного корисного навантаження постійно зменшувалася і в остаточному підсумку стала меншою, ніж було потрібно для виведення ПКЛ. Виникла нагальна необхідність повної «перев'язки» проєкту ПКЛ «Hermes», що вимагало серйозних додаткових фінансів. Їх не знайшлося, і таким чином, вся розробка ПКЛ «Hermes» була закрита в середині 90-х років.

## Застосування
При розробці ПКЛ «Гермес» передбачалося, що він буде основним транспортним засобом при забезпеченні програми космічних досліджень, планованих Європейським космічним агентством (ЄКА) на початку 90-х років. Космічна програма ЄКА передбачала запуск та обслуговування на орбіті пілотованої станції ЄКА «Колумбус» і польоти ПКЛ «Гермес» до МКС (на початку 90-х років називалася «Freedom»). У межах радянсько-французького співробітництва в космосі передбачалися польоти «Гермеса» до радянської / російської довгострокової орбітальної станції «Мир», стикування і спільні роботи на орбіті.

У планах застосування ПКЛ «Гермес» в офіційних планах ESA/CNES йшлось:
…Автономна лабораторія Колумбус є автоматичною станцією на ближній навколоземній орбіті, яка забезпечує прекрасні умови в невагомості всередині герметичного об'єм для наукового обладнання масою близько 5 тонн. Регулярно, принаймні раз на рік, ця лабораторія приймає космічний корабель «Гермес», який займається експериментами і заміною зразків, технічним обслуговуванням та іншими роботами, необхідними для наступного періоду автоматичної експлуатації лабораторії.
Таке обслуговування «Гермесом» вимагатиме 12 днів орбітальної роботи (включаючи запасні 2 дні). Типова схема експлуатації є такою: перші два дні після запуску ПКЛ «Гермес» здійснюватиме орбітальні маневри, необхідні для зближення і стиковки з лабораторією. Стикований політ триватиме 7 днів, протягом яких екіпаж «Гермеса», що складається з трьох чоловік, працюватиме одночасно в 10-годинному режимі. Більшість операцій проводиться всередині герметичного об'єму, що дозволяє екіпажу працювати ефективно і в безпеці. При необхідності можлива робота у відкритому космосі з використанням для цього спеціальних скафандрів і повітряних шлюзів ПКЛ. При відповідальних операціях екіпаж може використовувати бортовий маніпулятор, встановлений зовні на автоматичній лабораторії і керований зсередини космічного корабля «Гермес».
Після закінчення обслуговування і остаточної перевірки обох апаратів «Гермес» відокремлюється від автономної лабораторії «Колумбус» і здійснює розрахований за часом маневр сходження з орбіти. Після цього космічний планер та ресурсний модуль розділяються; ресурсний модуль згоряє у верхніх шарах атмосфери з падінням незгорілих уламків в заздалегідь передбачені пустельні райони.
Тим часом космічний планер рухається по низхідній траєкторії у напрямку до заздалегідь обраної посадкової смуги. З моменту видачі імпульсу сходження з орбіти до моменту торкання посадкової смуги минає лише близько 80 хвилин, протягом яких космічний планер здійснить практично повний обліт навколо Землі.
При створенні ПКЛ «Гермес» передбачалося розробити систему автоматичної посадки, і планами випробувальних польотів передбачалося проведення першого випробувального польоту повністю в автоматичному режимі, без екіпажу. Пілотованим мав бути тільки другий політ «Гермеса», відповідно до початкових планів, у 2000 році.

## Закриття програми
У листопаді 1992 р. на зустрічі міністрів у Гранаді (Іспанія) на програму Hermes X-2000 по суті махнули рукою: її бюджет на 1993—1998 рр. був скорочений з 1,8 млрд дол. до 405 млн дол. Виділені гроші планувалося витратити на дослідження спільного європейсько-російського міні ОЛ Hermes, аналогічного за обсягом (і результатами) опрацювання європейсько-американського апарата порятунку екіпажу ЦРВ (Crew Rescue Vehicle).
Так фактично закінчився проєкт Hermes, на який було реально витрачено приблизно 2 млрд дол. Критично налаштовані щодо програми експерти вважали, що ЄКА намагалось досягти автономії в космосі в занадто короткі терміни і попри витрати. У той же час, на думку учасників робіт, розробка першого європейського міні ОЛ була одним з найскладніших технічних завдань, що стояли перед ЄКА.
Слід зазначити, що рішення по «Гермесу» залежали від прогресу розробки космічної станції Freedom. НАСА в рамках жорстких бюджетних обмежень ініціювало і вміло підтримувало міжнародні угоди, включаючи роботи по пристикованій європейській лабораторії Columbus.